# Cordulegaster
Cordulegaster là một chi chuồn chuồn ngô thuộc họ Cordulegastridae. Chi này có các loài sau:
- Cordulegaster algerica Morton, 1916
- Cordulegaster annandalei (Fraser, 1923)
- Cordulegaster bidentata Selys, 1843 - Sombre Goldenring[2]
- Cordulegaster bilineata (Carle, 1983) - Brown Spiketail[3]
- Cordulegaster boltonii (Donovan, 1807) - Golden-ringed Dragonfly,[4] Common Goldenring[2]
- Cordulegaster brevistigma Selys, 1854
- Cordulegaster diadema Selys, 1868 - Apache Spiketail[3]
- Cordulegaster diastatops (Selys, 1854) - Delta-spotted Spiketail[3]
- Cordulegaster dorsalis Hagen in Selys, 1858 - Pacific Spiketail[3]
- Cordulegaster erronea Selys, 1878 - Tiger Spiketail[3]
- Cordulegaster godmani McLachlan, 1878
- Cordulegaster heros Theischinger, 1979 - Balkan Goldenring[2] Near Threatened.[5]
- Cordulegaster jinensis Zhu & Han, 1992
- Cordulegaster maculata Selys, 1854 - Twin-spotted Spiketail[3]
- Cordulegaster magnifica Bartenev, 1930
- Cordulegaster mzymtae Bartenev, 1929
- Cordulegaster obliqua (Say, 1840) - Arrowhead Spiketail[3]
- Cordulegaster orientalis van Pelt, 1994
- Cordulegaster parvistigma (Selys, 1873)
- Cordulegaster picta Selys, 1854 - Turkish Goldenring[2]
- Cordulegaster princeps Morton, 1916
- Cordulegaster sayi Selys, 1854 - Say's Spiketail[3]
- Cordulegaster talaria Tennessen, 2004 - Ouachita Spiketail[3]
- Cordulegaster trinacriae Waterston, 1976 - Italian Goldenring[2]
- Cordulegaster vanbrinkae Lohmann, 1993

## Hình ảnh

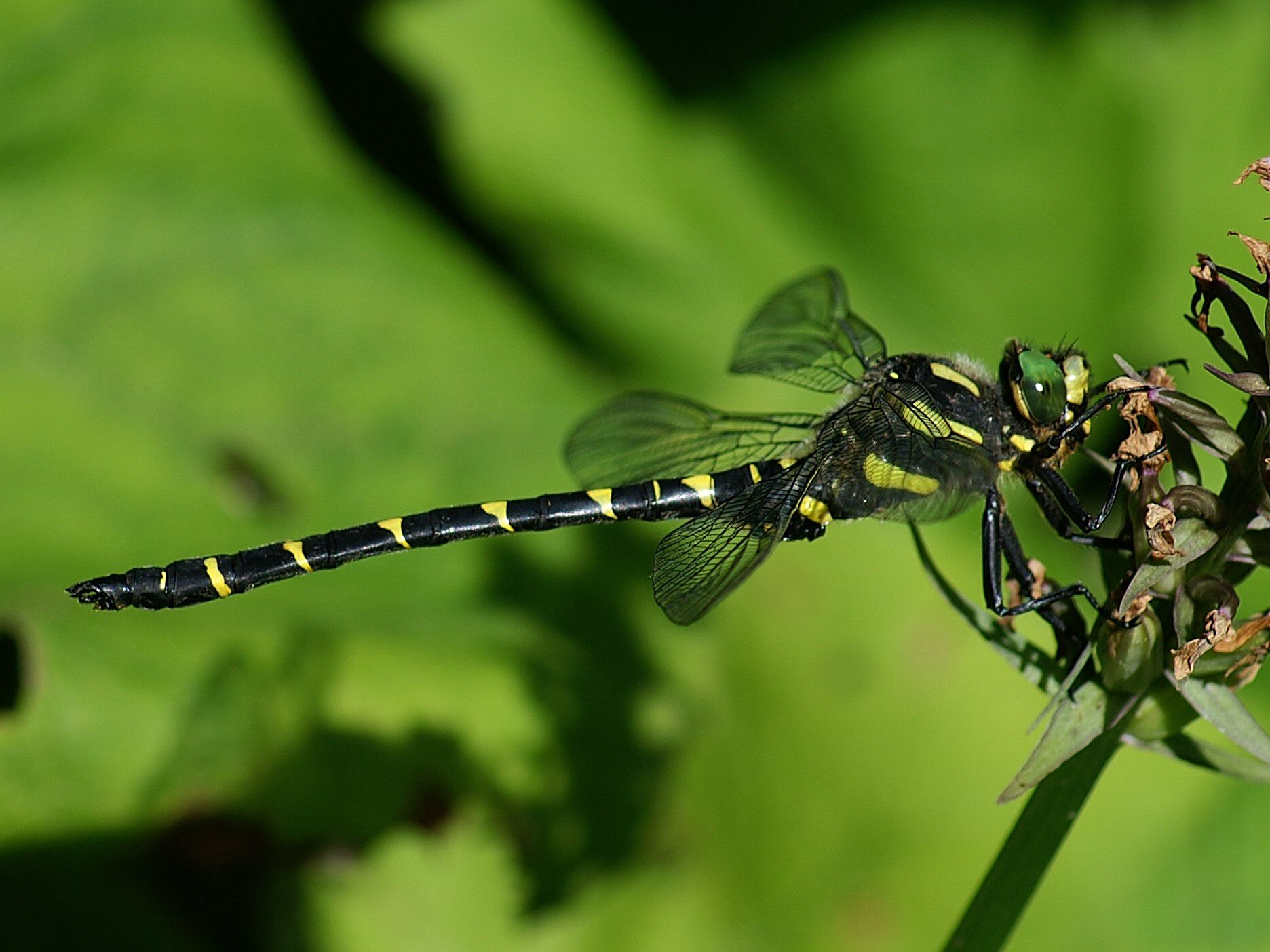
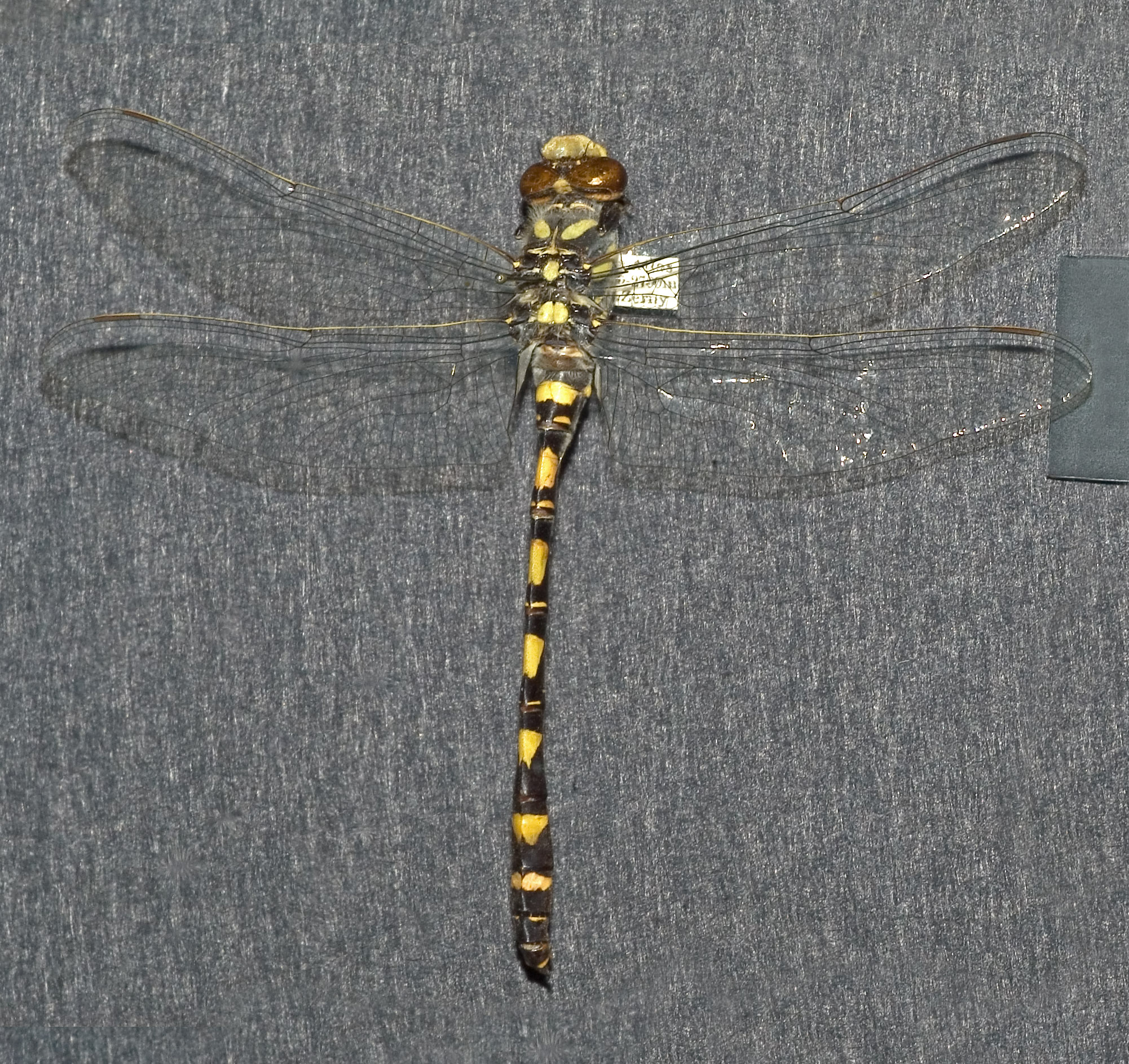
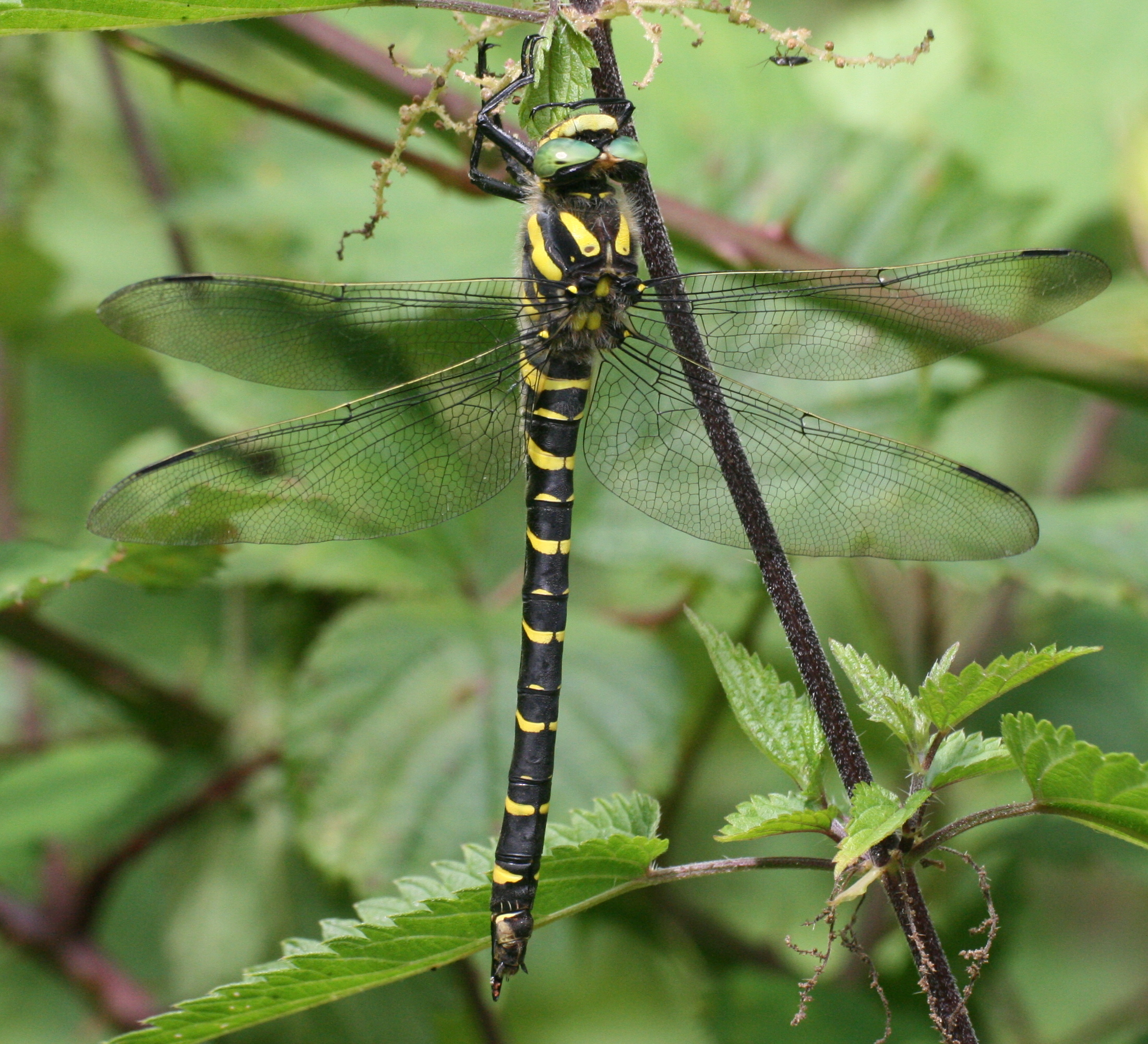
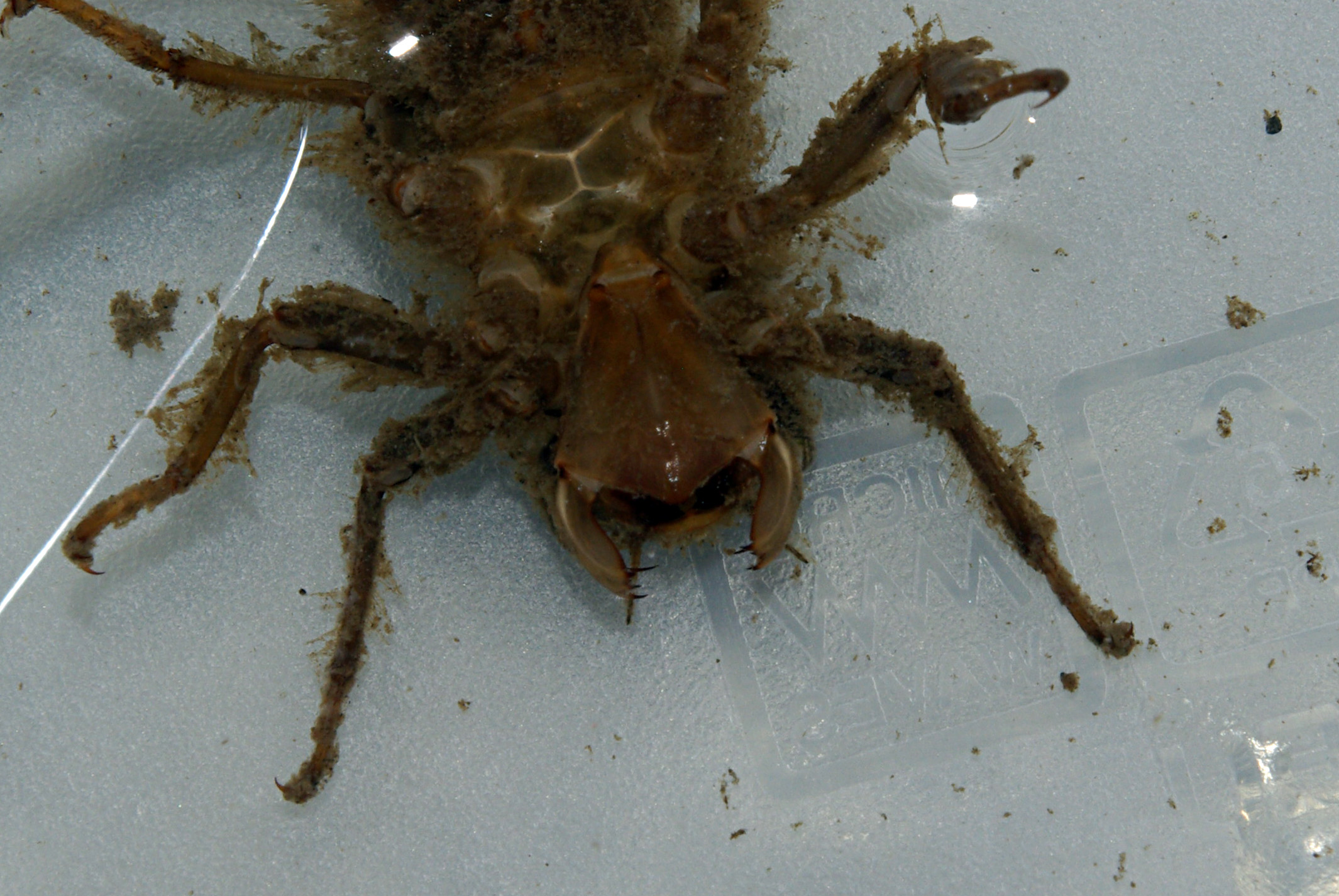